# Blanda (Calabre)
Pour les articles homonymes, voir Blanda (homonymie).
Blanda (en grec : Βλάνδα), appelée plus tard Blanda Julia, est une ancienne ville œnotrienne, puis lucanienne et romaine qui était située sur la colline de Palècastro sur le territoire de la commune de Tortora, dans la province de Cosenza en Calabre,.

## Description
Blanda est mentionnée dans certaines inscriptions trouvées près de Tortora, dans l'une desquelles elle est rappelée sous le surnom de Julia.

### Littérature
Pline l'Ancien parle de Blanda dans son Naturalis historia :
« Ab eo Bruttium litus, oppidum Blanda, flumen Baletum, portus Parthenius Phocensium et sinus Vibonensis… »
— Pline, Historia Naturalis, livre III, 72.
        
« Sur la côte de Bruzio, la ville de Blanda, la rivière Baletum, le port Partenio Focenio et le golfe Vibonese… »
Curieusement, Pline place la ville dans le Bruzio, l'indiquant parmi les terres des Osques, mais le naturaliste se préoccupait principalement de recueillir les noms des lieux dans son œuvre et non leur emplacement exact.
Claude Ptolémée, dans sa Geografia, place la ville de Blanda à l'intérieur de la Lucanie, près de Potenza.
Tite-Live, parlant de la guerre contre les Carthaginois, énumère les villes conquises par le consul Quintus Fabius, dont Blanda :

« Les villes prises de force étaient Conpulteria, Telesia, Compsa de là, Fugifulae et Orbitanum de Lucani ; Blanda et Apulorum ont attaqué Aeca »

— Tite-Live, Ad urbe condita libri, livre XXIV, 20,5.
Blanda apparaît, ainsi que dans la Table de Peutinger, comme statio dans l'Itinéraire d'Antonin et dans l'Itineraria de l'Anonimo Ravennate et de Guido Pisano.

« que la ville tyrrhénienne est Bibona, Valentia , Tenno, Tempsa, Clampetia, Hercules, Cerelli , Laminium, Blandas, Cesernia, Veneris, Buxonia , Bellia, Herculia, Pestum qui est détruite maintenant… »

— Guido Pisanus, Géographie , 74.
La ville est enfin évoquée dans certaines épîtres du pape Grégoire Ier le Grand.

### Historique
L'origine de la ville sur la colline Palestro ou Palècastro remonte au milieu du VIe siècle av. J.-C., lorsque les Œnôtres commencèrent leur colonisation de la côte,  probablement venus du Vallo di Diano (it). Leur présence dans la zone a été constatée par la découverte de 38 tombes avec des objets funéraires œnotriens, par une stèle lithique, ainsi que par le noyau originel de la ville.
Au milieu du siècle suivant, la colonie fut abandonnée, peut-être à cause d'un tremblement de terre. Au IVe siècle av. J.-C., la colline de Palècastro fut conquise par les Lucaniens, qui reconstruisirent le village en le fortifiant avec une muraille. Avec les Lucaniens la ville prit le nom de Blanda. Une nécropole y a été établie. La ville lucanienne a laissé une grande quantité de matériaux céramiques, aujourd'hui exposés à l'exposition archéologique de Tortora.
La Blanda lucanienne était l'une des références côtières des colonies dispersées le long de la vallée de la Noce. Au IIIe siècle av. J.-C., Blanda fut dépeuplée à la suite des guerres romaines contre Hannibal. D'après le récit de Tite-Live, la ville fut conquise par le consul Quintus Fabius Maximus Verrucosus en 214 av. J.-C., puis devint, après un siècle de vie difficile, une colonie romaine au Ier siècle av. J.-C.
Après un tremblement de terre qui détruisit la ville vers 70 av. J.-C., les Romains reconstruisirent la ville, construisant un forum avec une basilique et trois temples dédiés à la Triade capitoline et reliant les maisons par des rues orthogonales, mises en lumière par de récentes fouilles archéologiques. Un duumvirat a également été créé.
Durant l'Empire romain, la ville fut élevée au rang de Municipium et le duumvirat continua. L'adjectif Julia a été ajouté au nom en l'honneur d'Auguste. Cependant, Blanda n'était pas une grande ville, construite sur seulement 5 ha de terrain, ce n'était pas un centre de population, mais plutôt un centre administratif et judiciaire qui contrôlait un territoire assez vaste avec le littoral attenant.
La ville était desservie en eau par un système d'approvisionnement en eau complexe, composé de citernes dans les maisons et de fontaines, dont les restes ont été enterrés sous le tracé de la route nationale 18 Tirrena Inferiore. La ville prospéra jusqu'au Ve siècle, date à laquelle elle fut pillée et détruite, peut-être par les Vandales. Le village fut définitivement abandonné, mais la population de Blanda resta unie et s'installa le long de la crête de la vallée de Fiumarella di Tortora (it), créant un village qui continua à s'appeler Blanda Julia. 
Devenue siège épiscopal, la nouvelle ville possédait une grande église, située dans le quartier de San Brancato, de plan central avec une entrée à l'ouest et trois absides, entourée de tombeaux, construite entre le VIe et le VIIe siècle. En 592, Blanda subit une incursion lombarde et le siège épiscopal dut être restauré par l'évêque Felice d'Agropoli, sur mandat spécifique du pape Grégoire le Grand. En 601, un certain romain était évêque de Blanda, comme l'atteste sa présence au Synode romain. En 649, année du Synode romain, elle continue d'être un siège épiscopal, comme en témoigne la présence de son évêque Pasquale. Au VIIIe siècle, Blanda passa aux mains des Lombards. L'église continua à être fréquentée jusqu'au XIIe siècle.
La nouvelle ville de Blanda fut abandonnée vers le Xe siècle, lorsque la population se rassembla autour du Castello delle Tortore, une forteresse lombarde, donnant naissance à la ville appelée Julitta, aujourd'hui Tortora, en l'honneur de l'ancienne ville.

## Fouilles archéologiques

### Recherche du site
Au XVIIe siècle, Camillo Pellegrino fut le premier à identifier la cité perdue avec celle de Maratea, une hypothèse critiquée par Luca Mandelli dans l'ouvrage Lucania Svenireta (encore inédit), dans lequel il est écrit :
— Luca Mandelli, Lucania Sconosciula, partie II.
Cette identification fut reprise au siècle suivant par Placido Troyli et Domenico Romanelli (it) :

« Il est donc approprié de placer Blanda dans aucun autre endroit qu'à Maratea, à un mile de distance de la mer, comme l'a sagement estimé l'Olsteinien, incité par les paroles d'un si digne ami à croire que Maratea était l'ancienne Blanda, personne d'autre. saura me convaincre, pour la raison déjà évoquée… »

— D. Romanelli.
Mais au XVIIIe siècle, Gabriele Barrio est certain de voir l'antique Blanda dans l'actuel Belvedere Marittimo, une thèse également soutenue par Carlo Troia, mais durement critiquée par Giuseppe Del Re :

« Blanda n'était pas assise à Brezia ou au Belvedere entre Diamante et Bonifati, comme l'a montré l'amour de la patrie dans Barrio suivi d'Aceti et Quattromani; mais en Lucanie, comme Tite-Live et Ptolémée l'ont bien noté dans l'énumération des villes conquises par Fabius »

— G. Del Re, Almanach de la Basilicate pour l'année 1824, p. 128.
Au XIXe siècle, Andrea Lombardi et Nicola Corcia continuèrent à identifier l'ancienne ville près de Maratea, mais ils furent les premiers à justifier la distinction claire entre la ville actuelle et Blanda, en plaçant cette dernière dans la campagne de la ville lucanienne, près de Fiumicello-Santavenere (it).
Cette thèse fut maintenue jusqu'en 1891, lorsque l'historien Michele Lacava (it) identifia définitivement le site de Blanda, en le plaçant près de Tortora, où il se rendit lui-même pour des recherches archéologiques :

« les fouilles effectuées sur la colline entre la Noce et la Fiumarella ont mis au jour un petit complexe médico-légal, une place entourée de portiques, de boutiques et un bâtiment basilique, doté d'une fontaine publique, de bases pour statues honorifiques et ouvert, à l'ouest, sur trois bâtiments de temple rapprochés. »

— Michele Lacava, Del sito di Blanda, Lao e Tebe Lucana, 1891, p. 17.
Après les écrits d'auteurs tels que Theodor Mommsen, Heinrich Nissen et Amedeo Maiuri, qui ont soutenu Lacava, les fouilles archéologiques menées par Gioacchino Francesco La Torre ont confirmé sans équivoque l'emplacement de Blanda.

### Le site archéologique

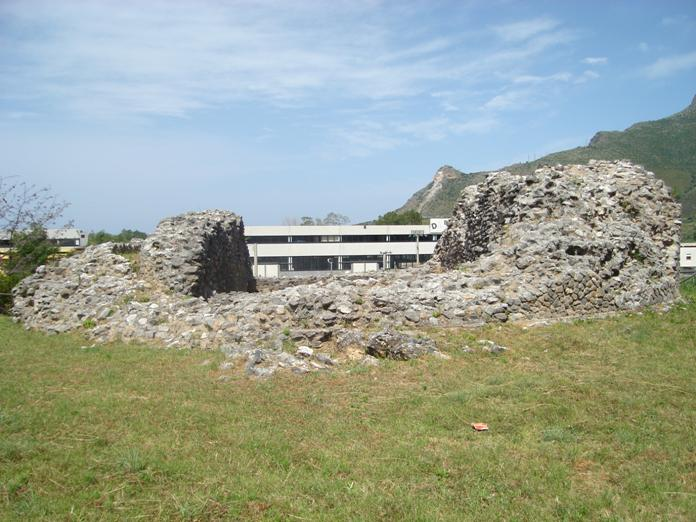
Le mausolée de Pergolo.

Les fouilles et les recherches effectuées dans la zone de Tortora dans les localités de San Brancato et Palècastro par Gioacchino Francesco La Torre pour le compte de la Surintendance du patrimoine archéologique de Calabre ont identifié définitivement et sans équivoque le site de Blanda, d'abord ville énotrienne, puis lucanienne et enfin romaine, dans les deux districts mentionnés. En particulier, à San Brancato, plus de 120 tombes œnotriennes et lucaniennes ont été mises au jour avec un riche mobilier funéraire composé principalement de vases de différentes tailles de fabrication italienne avec quelques pièces importées des colonies de la Grande-Grèce ; sur la colline de Palècastro, où était déjà visible un puissant mur d'enceinte, a été étudié un centre habité romain, datant du Ier siècle av. J.-C. jusqu'au Ve siècle, avec trois petits temples, un forum (où a également été trouvé un socle en pierre calcaire d'un monument commémoratif avec une inscription latine du Ier siècle dédiée au duunvir M. Arrio Clymenus, deux rues se coupant à angle droit et diverses insulae avec des maisons civiles ; au Le pied de la partie inférieure d'un mausolée monumental a été mis en valeur sur la colline.

## Musée archéologique
Les ruines de Blanda forment un site archéologique majeur.
Aujourd'hui, les découvertes de l'ancienne ville de Blanda peuvent être admirées dans l'exposition permanente « Archéologie de Tortora : fragments du passé », située dans le Palazzo Casapesenna du centre historique de Tortora,.